# Торрес, Уол
Уол Торрес (англ. Wal Torres; род. 30 марта 1950 года в Сан-Паулу, Бразилия) — бразильский гендерный терапевт и сексолог. Торрес является членом Всемирной профессиональной ассоциации по здоровью трансгендерных людей (WPATH).
Она также работала в OII, международной организации занимающейся вопросами соблюдения прав человека в отношении интерсекс-людей.

## Карьера

### Исследования
В 2002 году Торрес получила степень магистра в области сексологии в Университете Гама Филю в Рио-де-Жанейро, для чего защитила диссертацию под названием «Género, do Mito à Realidade» («Гендер: от мифа к реальности») и получила диплом с отличием. Выпускник Политехнической школы Университета Сан-Паулу в области машиностроения, Торрес также имеет степень бакалавра философии в PUC (Pontifícia Universidade Católica), помимо других соответствующих квалификаций.
В 1995 году она решила исследовать динамику формирования гендерной дисфории в библиотеке Бирем, которая связана с Федеральным университетом Сан-Паулу.

### Книги
После окончания обучения она опубликовала книгу под названием «Мой настоящий пол» («Meu Sexo Real») под псевдонимом Марта Фрейтас (издание Vozes, 1998). Впоследствии эта книга была отправлена ее редактором на Франкфуртскую книжную ярмарку 1998 года и вскоре была признана авторитетной книгой по гендерной проблематике Гюнтером Дёрнером из отдела эндокринологии Берлинского университета имени Гумбольдта в Берлине. Позже она написала книгу «Миф о гениталиях» («O Mito Genital») выпущенную издательством Belaspalavras Edition.

## Личная жизнь
В течение многих лет Торрес работала консультантом в нефтехимической отрасли, где, до её трансгендерного перехода, у нее была успешная карьера как на национальном, так и на международном уровнях. Несмотря на профессиональный успех, она приняла свою гендерную дисфорию и поняла, что ей нужно отойти от инженерного дела (где было бы трудно быть принятой в новом поле). Ее собственный гендерный переход начался в 1993 году и занял много лет. В 1997 году она перенесла операцию по коррекции пола. Операцию делал известный бразильский хирург Джалма Хурадо.